# Färs kontrakt
Färs kontrakt var ett kontrakt i Lunds stift inom Svenska kyrkan. Kontraktet upphörde 31 december 1994 då ingående församlingar övergick till Vemmenhögs, Ljunits, Herrestads och Färs kontrakt.

## Administrativ historik
Kontraktet omnämns 1569 och omfattade
- Vanstads församling
- Tolånga församling
- Röddinge församling
- Ramsåsa församling som 1962 överfördes till Österlens kontrakt
- Sövde församling
- Blentarps församling
- Everlövs församling tillförd 1939 från Torna kontrakt
- Lövestads församling
- Fågeltofta församling som 1962 överfördes till Gärds och Albo kontrakt
- Öveds församling
- Björka församling
- Södra Åsums församling
- Ilstorps församling
- Fränninge församling
- Vollsjö församling
- Östra Kärrstorps församling
- Brandstads församling
- Västerstads församling som 1974 överförde still Frosta kontrakt
- Östraby församling som 1974 överfördes till Frosta kontrakt
- Vombs församling som 1942 överfördes till Torna kontrakt
- Veberöds församling som 1942 överfördes till Torna kontrakt